# Jármay Gyula
Jármay Gyula (Pest, 1846. szeptember 11. – Budapest, 1915. március 25.) gyógyszerész, királyi tanácsos, a Magyarországi Gyógyszerész Egyesület és a Budapesti Gyógyszerész Testület elnöke.

## Életútja
Jármay Gusztáv (1816–1896) és Fischer Katalin fiaként született. Apja pesti gyógyszertárában volt gyakornok. Pozsonyban volt segéd. A Pesti Királyi Tudományegyetemen 1868-ban gyógyszerészi, majd a Bécsi Egyetemen 1869-ben kémiai doktori oklevelet szerzett. Ezt követően egy bécsi és egy londoni gyógyszertárban működött. K. Hoffmann berlini egyetemi intézetében volt tanársegéd. A Magyarországi Gyógyszerész Egyesület elnöke volt 1873–1886 között, majd 1886–1906 között a Budapesti Gyógyszerész Testület élén állt. A budapesti Gyakornoki Tanfolyam alapítója és tanára is volt. Apja budapesti Oroszlán gyógyszertárának tulajdonosa lett 1886-ban. Az Országos Közegészségi Tanács tagjaként a II. és a III. Magyar Gyógyszerkönyv galenusi részét szerkesztette. Több külföldi kongresszuson vett részt.

### Családja
Kétszer nősült, első felesége Ringsuf Melanie, második Krutsay Irén Leontine Franciska, akivel 1890. szeptember 2-án kötött házasságot Budapesten, a Deák téri evangélikus templomban. Első házasságából született fia, Elemér Hugó (1878–1933).
Unokái: Jármay Géza (1904–1971), Jármay László, Jármay Lilian és Jármay István.